# Tourouzelle
Tourouzelle (okzitanisch Torrosèla) ist eine französische Gemeinde mit 493 Einwohnern (Stand 1. Januar 2022) im Département Aude in der Region Okzitanien. Sie gehört zum Arrondissement Narbonne und zum Kanton Le Lézignanais.

## Bevölkerungsentwicklung

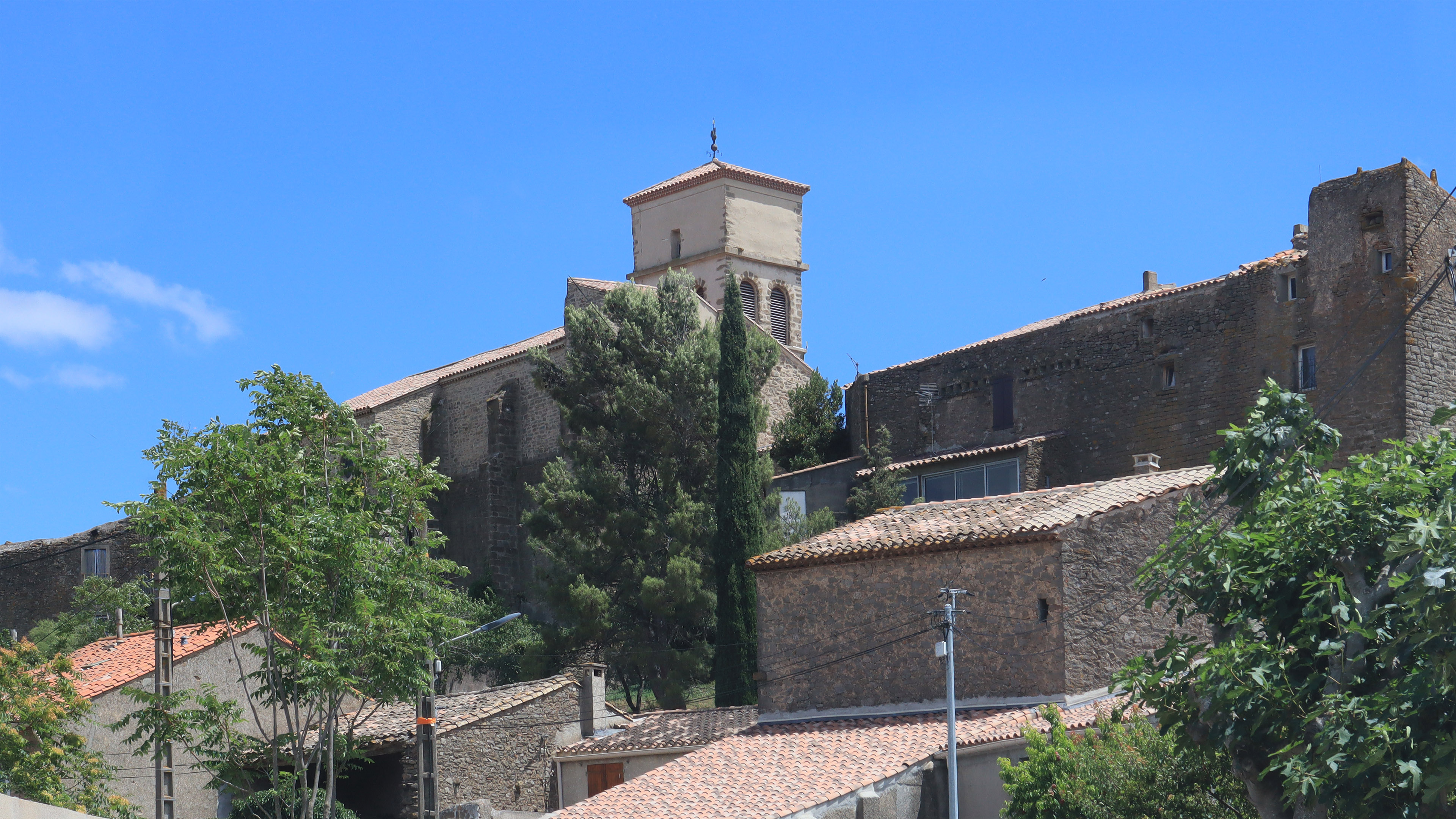
Kirche Notre-Dame

| Jahr      | 1962 | 1968 | 1975 | 1982 | 1990 | 1999 | 2018 |
| Einwohner | 533  | 472  | 429  | 412  | 396  | 448  | 478  |